# Britsum
Britsum is een dorp in de gemeente Leeuwarden, in de Nederlandse provincie Friesland. Britsum ligt ten noorden van de stad Leeuwarden, direct ten zuidoosten van Stiens aan de Stienservaart.
In 2023 telde het dorp 955 inwoners. Britsum werkt op veel fronten samen met de dorpen Cornjum en Jelsum.

## Geschiedenis
Britsum is ontstaan op een terp die was opgeworpen op een kwelderwal ten oosten van de Middelzee. De terp was in de vroege Middeleeuwen opgeworpen en was vrij hoog. Rond 1900 zijn het oostelijke en het zuidelijke deel van de hoge terp afgegraven.
De plaatsnaam zou verwijzen naar de woonplaats (heem/um) bij een brug. In 994 werd de plaats vermeld als Bruggiheim. In de 13e eeuw als Bretzhum en Bristium, in 1335 als in Britzum en in 1579 als Britsum.
Bij het dorp hebben verschillende verstevigde huizen gestaan waaronder het kasteel Britsenburg en de states Jornsmastate en Lettingastate.
Tot 2018 behoorde Britsum tot de gemeente Leeuwarderadeel.

## Kerken
Op de hoge terp staat de Johanneskerk die in basis uit de 12e en 13e eeuw dateert. Vanaf het kerkhof heeft men uitzicht over de omgeving. Het meest bijzondere in de kerk zijn die muurschilderingen in de apsis, die in 1989 werden herontdekt. De voormalig gereformeerde kerk De Hoekstien had de laatste dienst op 29 december 2024.

## Stopplaats spoorlijn
Het dorp had een stopplaats aan de voormalige spoorlijn Leeuwarden - Anjum. Het station van Britsum was geopend van 1901 tot en met 1940.

## Sport
De voetbalvereniging VV DTD, (De Trije Doarpen) werd in 1939 opgericht en bedient de dorpen Jelsum, Cornjum en Britsum. De vereniging heeft twee velden en ligt tussen Cornjum en Jelsum. 
Sinds 2013 zijn de kaatsverenigingen van de dorpen samengegaan onder de naam KF It Partoer. Aan de Stienervaart is een haven van de watersportvereniging De Klompskippers Daarnaast is er een korfbalvereniging CSL en een damclub BEGB.

## Cultuur

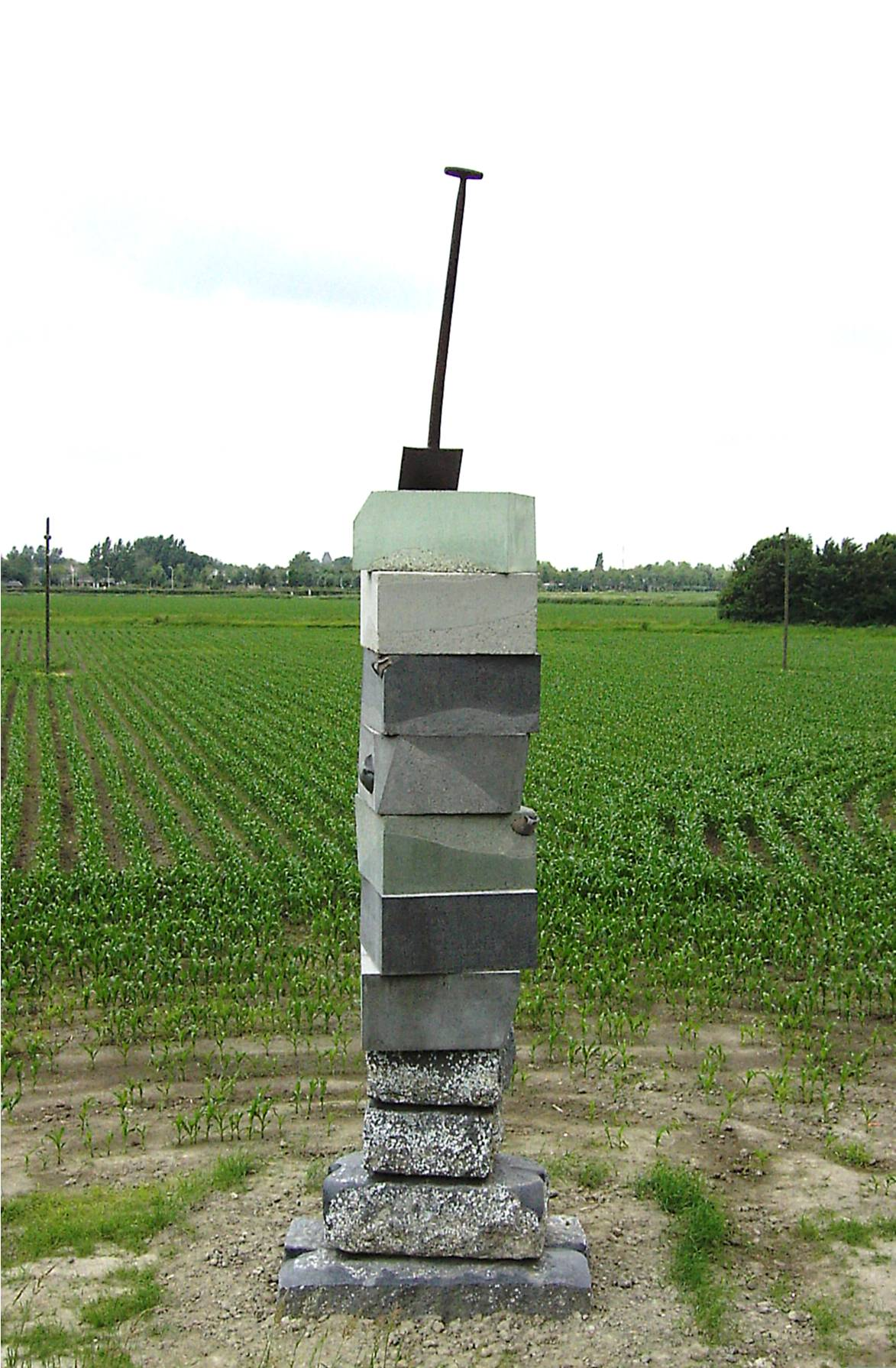
Het beeld Scheppend van Jan Pieter de Graaf

De drie dorpen (Britsum, Cornjum, Jelsum) hebben een gezamenlijke toneelvereniging, des Vriendenkring geheten. Vaste plek is in Jelsum. In Britsum staat het dorpshuis de Britsenburgh. Britsum heeft een brassband De Nije Bazún uitkomende in de derde divisie.
Verder nog het vrouwenkoor "Tûzen Triennen" opgericht in 1997.

## Onderwijs
Sinds 2015 is na fusies de samenwerkingsschool De Swirrel in Britsum ontstaan.

## Jabikspaad
De oostelijke route van het Jabikspaad, de Friese Camino de Santiago, gaat door Britsum. Het Jabikspaad is 130 kilometer lang en loopt van Sint Jacobiparochie naar Hasselt.

## Bevolkingsontwikkeling
| 1999 | 2002 | 2003 | 2004 | 2005 | 2007 | 2008 | 2018 | 2019 | 2021 | 2023 |
| ---- | ---- | ---- | ---- | ---- | ---- | ---- | ---- | ---- | ---- | ---- |
| 1112 | 1104 | 1091 | 1085 | 1097 | 1040 | 1020 | 945  | 950  | 950  | 955  |

## Geboren in Britsum
- Menno van Coehoorn (1641-1704), militair en vestingbouwkundige (geboren in de Lettingastate)
- Taco Roorda (1801-1874), letterkundige en hoogleraar
- Maria Rutgers-Hoitsema (1847-1924), feministe, onderwijzeres en sociaal hervormster
- Jeen de Jong (1996), wielrenner

### Bekende inwoners
- Joost Klein (1997), muzikant, schrijver en voormalig YouTuber (geboren in Leeuwarden)